# Juvisy-sur-Orge
Juvisy-sur-Orge é uma comuna francesa situada nas margens do Sena, a dezenove quilômetros a sudeste de Paris, no departamento de Essonne na região da Ilha de França. Ela é parte do cantão de Athis-Mons e da Metrópole da Grande Paris.
Primeiramente acampamento gaulês ilustrado por Júlio César em seu relato da Guerra das Gálias, Juvisy tornou-se casa de campo real e depois a primeiro estação postal na estrada de Fontainebleau, futura route nationale 7. Juvisy desempenha em particular um papel na história de Carlos VII e Napoleão I. Tornou-se nó ferroviário e rodoviário em 1840 com a implantação da Estação de Juvisy e da construção em 1893 de uma das raras pontes sobre o Sena, a comuna é destruída pela metade durante um bombardeio aliado em 18 de abril de 1944 durante a Segunda Guerra Mundial. Reconstruída e quase totalmente urbanizada em favor dos Trinta Gloriosos, Juvisy-sur-Orge é agora conhecida por ser a quarta estação da Ilha de França em termos de número de passageiros de entrada e o local de implantação do observatório de Camille Flammarion (1842-1925).
Seus habitantes são chamados de Juvisiens.

## Toponímia
O lugar foi chamado Metiosedium na época galo-romana e, em seguida, Gesedis, tornando-se Gevesi, Geveziacum, Givisiacum em 1351, Givisum no século XVI, Juvisiacum, e finalmente, Juvisy.
A comuna foi criada em 1793 com este nome, a menção ao rio, o Orge foi introduzido em 1801 no boletim das leis.

## História

### A antiguidade e a Idade Média

#### Uma localidade da conquista da Gália por César
O lugar é mencionado sob o nome de Metiosedium nos Comentários sobre a Guerra das Gálias escrito por Júlio César no partido que narra como, em 52 a.C., seu tenente, Titus Labienus, foi preso em seu progresso em direção a Lutécia ao nível de um pântano defendido por Gauleses no atual território da comuna.

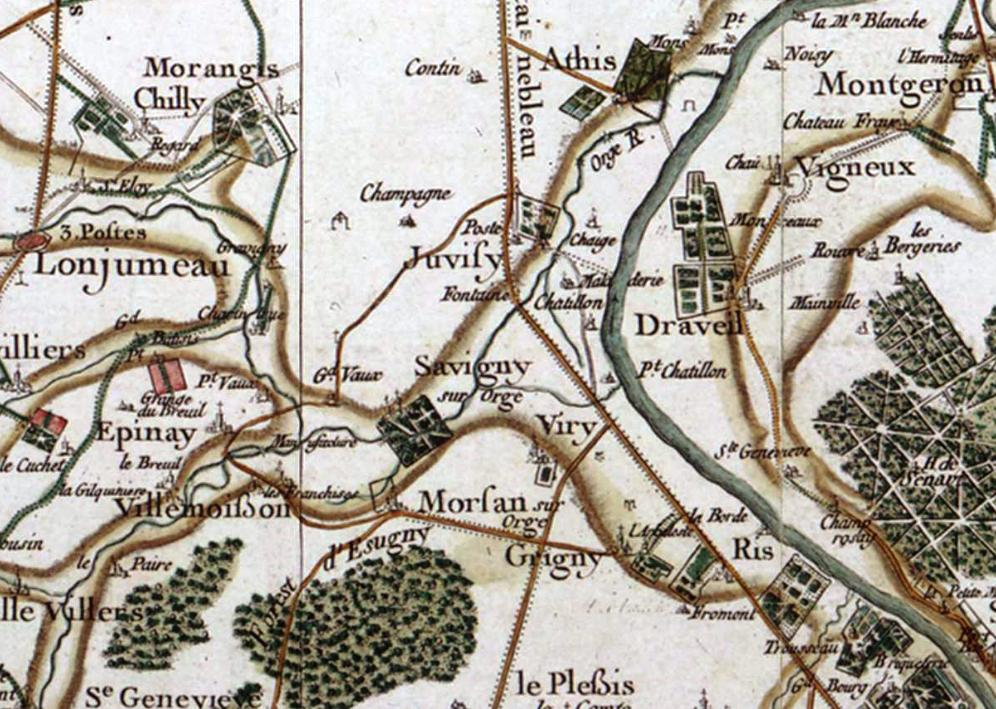
A região de Juviſy no século XVII por Cassini

#### A época merovíngia
No século VI, Juvisy foi anexada ao Reino franco de Paris. Em 582, a divisão do Reino franco estabeleceu uma fronteira seguindo o curso do Orge entre os reinos de Paris (Quilperico I) e da Burgonha (Gontrão).

#### Séculos XII – XV
No século XII, os Beneditinos secam os pântanos e constroem um mosteiro, em seguida fixando a aldeia em sua localização definitiva. Em 1304, o domínio é transferido para os beneditinos de Notre-Dame-des-Champs em Paris. Em 1356 é devolvido ao senhor Perrin du Chemin.
A partir desta época data a existência de uma casa de campo real sobre a route de Bourgogne. É nesta casa que em 1405, João I da Borgonha pára a fuga do delfim Carlos.

### Tempos Modernos
O rei Carlos IX repousa, por sua vez, na casa de campo de Juvisy (1563), enquanto que ele está a caminho para Fontainebleau ; a partir de 1598, Henrique IV fica muitas vezes a este local.
Em 1624 é construída a primeira igreja paroquial dedicada a São Nicolau. A partir de 1630, o senhor do lugar é Antoine Rossignol des Roches, que ampliou o castelo e recebeu várias vezes Luís XIII.
Em 21 de janeiro de 1649, durante a Fronda, o Grande Condé e o marechal de Gramont param em Juvisy o avanço das tropas de François de Vendôme.
Em 1657 André Le Nôtre criou um parque com vista para o vale do Sena, a fim de agradar o rei Luís XIV.
Em 1717, a área foi devolvida para Louis de Brancas. A partir de 1728, ele fez a requalificação da estrada de Lyon e a construção de uma ponte sobre o Orge, ornado com duas fontes monumentais. Em 1730, a casa de campo real é substituída por uma estação postal.
Em 1740, para celebrar a obra do padre Jean Picard e Nicolas Louis de Lacaille que trabalharam na cartografia do reino e à medida do raio terrestre, a academia de ciências faz aumentar em Villejuif e Juvisy duas pirâmides, simbolizando os limites da "base" padrão de medida.

### O século XIX: a modernização
Em 1807, o castelo foi comprado pelo conde Auguste de Monttessuy (prefeito da comuna em 1823).
Em 30 de março de 1814, Napoleão I apreende na estação postal de Fromenteau a capitulação de Paris durante a campanha da França, o que o levou a abdicar depois de estar no castelo de Fontainebleau.
A modernização

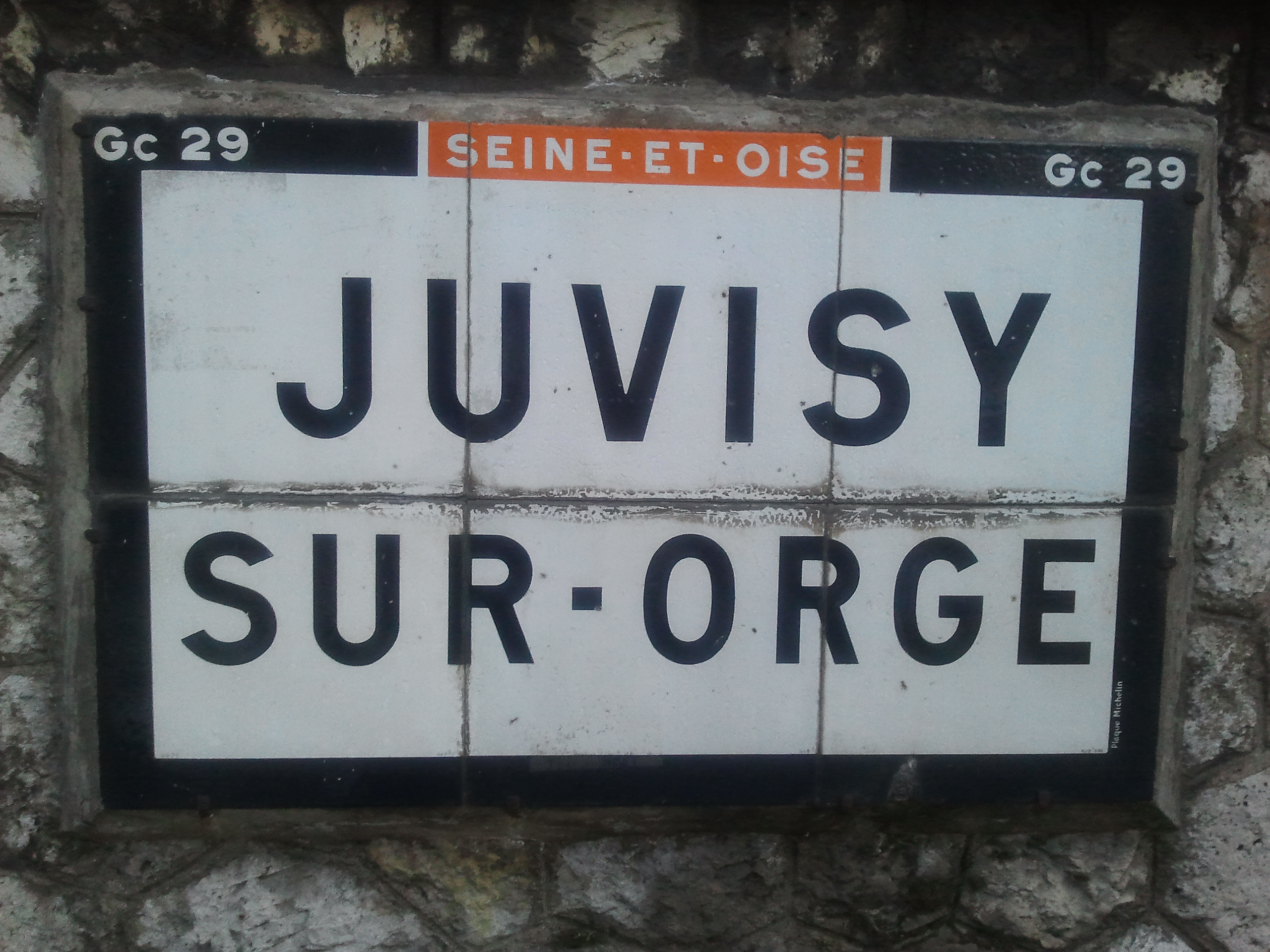
Antiga placa mencionando o departamento do Sena e Oise situado na rue des Gaulois em Juvisy-sur-Orge.

Em 1840 foi construída a Estação de Juvisy, na junção das linhas Paris - Orleans e Paris - Montargis; em 1864, a estação de passageiros é complementada por uma estação de carga. Em 1893 foi construída a ponte sobre o rio Sena, a meio caminho entre aquelas de Corbeil e Villeneuve-Saint-Georges.
A comuna se beneficia da luz de querosene a partir de 1873. Em 1887 é instalado a água corrente e em 1890 a iluminação a gás.
Em 1881, ela adquiriu uma nova escola e em 1882 a praça do mercado.
No mesmo ano, Camille Flammarion, cria no morro o Observatório de Juvisy-sur-Orge.
O estabelecimento de Veteranos poloneses de Juvisy (1866-1907)
Em 1866 foi criada uma instituição de caridade executada pelas Irmãs polonesas da Caridade de São Vicente de Paula (Siostry Miłosierdzia św. Wincentego á Paulo), que acolheu refugiados poloneses das insurreições de 1830 e 1863. Lá morre notavelmente João Nepomuceno Janowski (pl) (1803-1888), militante radical e escritor, que o secretário de Estado civil se referiu como " pensionário dos Veteranos poloneses desta comuna ". De 1891 a 1907, o capelão da instituição é o padre polonês Bonawentura Metler (pl) (1869-1939), que, aos seus deveres religiosos, juntou atividades científicas, notavelmente astronômicas, se ligando da amizade com Camille Flammarion, de que o Observatório está localizado próximo.
Em 1907, as irmãs polonesas e o capelão deixam Juvisy, talvez devido a um processo de secularização da época

### O século XX : a urbanização
Em 1900, depois de ter comprado o château de Juvisy, o município instala os serviços da prefeitura e a escola.
Em 1929, os dominicanos criado um mosteiro no planalto e constroem uma capela.
Em 1934 foi construído o primeiro mercado coberto.
Em 1936, a igreja paroquial Saint-Nicolas, em ruínas, foi demolida e substituída em 1938 pela atual igreja de Notre-Dame-de-France.
Em 18 de abril de 1944, um bombardeio aliado destruiu a estação de trem, ponto estratégico da rede ferroviária, mas também uma parte importante do centro da cidade, matando mais de uma centena de habitantes.
Com o retorno da prosperidade e a enorme demanda de habitação, a comuna se urbaniza fortemente, o que leva à cobertura parcial do curso do rio no centro da cidade (1954), a construção de um mercado coberto (1958) e muitos dos edifícios HLM entre a route nationale 7 e a via férrea. Em 1968, a ponte sobre o rio Sena é reaberta ao tráfego.
Durante a década de 1960 e 1970, Juvisy-sur-Orge abriga um centro experimental de reeducação de menores delinquentes, fechado em 1979.
Em 1982, um centro hospitalar abre as suas portas.

## Geminação
Juvisy-sur-Orge desenvolveu associações de geminação com :
- Thale (Alemanha) desde 2001, em alemão Thale, localizada a 705 km.[15]

## Cultura local e patrimônio

### Patrimônio ambiental

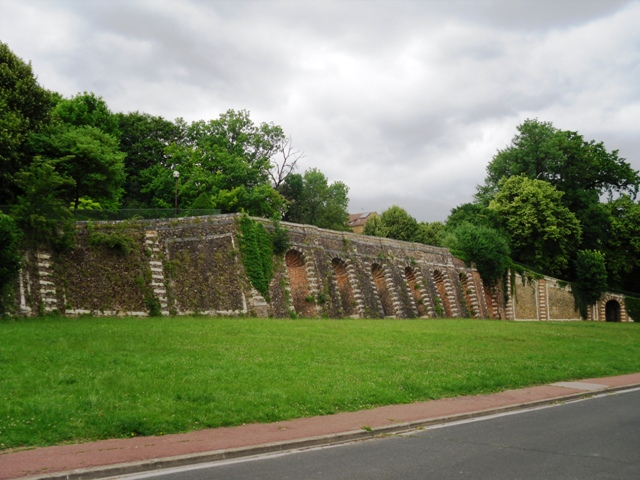
O parc des Grottes, estabelecidos por André Le Nôtre

No total, 17,46 hectares do território municipal são ocupados por parques ou jardins ao público, sendo o mais importante o da prefeitura no centro da cidade, ele é complementado para o norte pelos parques Ducastel, Flammarion, des Oiseaux e des Grottes para formar uma grande área arborizada. Ao sul está localizada a praça de Tillaberi, no topo as praças Pierre Mendès France, Henri Barbusse e Maurice Chevaux e a proximidade da estação a place du 19 marte 1962 e o parc Argeliès. Um sofora do Japão com duzentos e cinquenta anos de idade no parque Ducastel recebeu o rótulo de "Árvore notável" em novembro de 2000. No entanto, estes espaços artificiais não têm sido objeto de uma classificação ao título de área natural sensível. A comuna tem no entanto lançado uma longa reabilitação de espaços verdes, que começou em 1999.

### Patrimônio arquitetônico
O obelisco chamado de « pyramide de Juvisy » construído em 1756 foi classificado nos monumentos históricos em 20 de junho de 1942 · , para comemorar a utilização da estrada real retilínea entre Villejuif e Juvisy pelo abade Jean Picard para cartografar a França. O observatório Camille-Flammarion construído entre 1730 et 1883 foi inscrito nos monumentos históricos em 12 de junho de 1996. A pont des Belles Fontaines construída entre 1724 e 1728 foi classificado nos monumentos históricos em 9 de maio de 1914 · , as fontes foram no entanto movidas para o parc de la mairie. Um reposoir do fim da Idade Média foi classificado nos monumentos históricos em 13 de abril de 1933. Uma cruz de caminho do século XVIII foi classificada nos monumentos históricos em 13 de abril de 1933. A igreja paroquial Notre-Dame-de-France foi construída durante a primeira metade do século XX em um estilo meio neo-romano e neo-bizantino, a capela Saint-Dominique foi elevada no mesmo período pelos Dominicanos. As balustradas em forma de ferradura e a piscina adjacente foram feitas por André Le Nôtre em 1657, o conjunto foi inscrito nos monumentos históricos em 2 de junho de 1947.

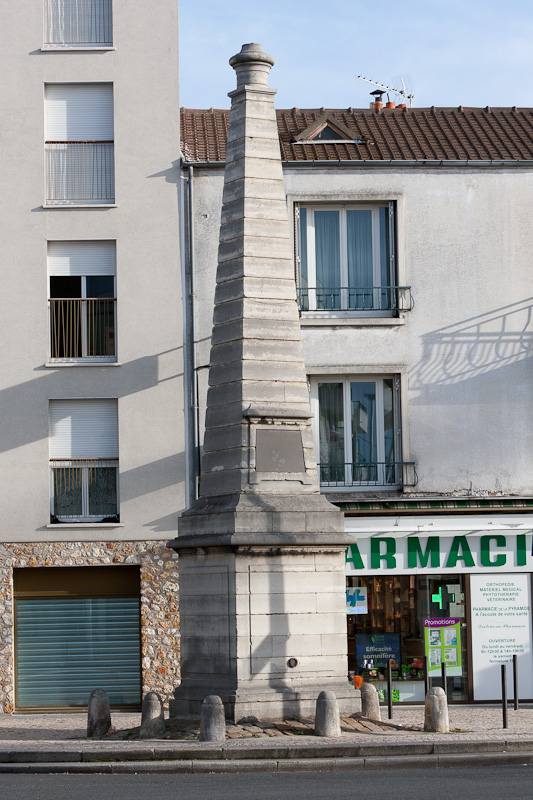
A pirâmide de Juvisy.
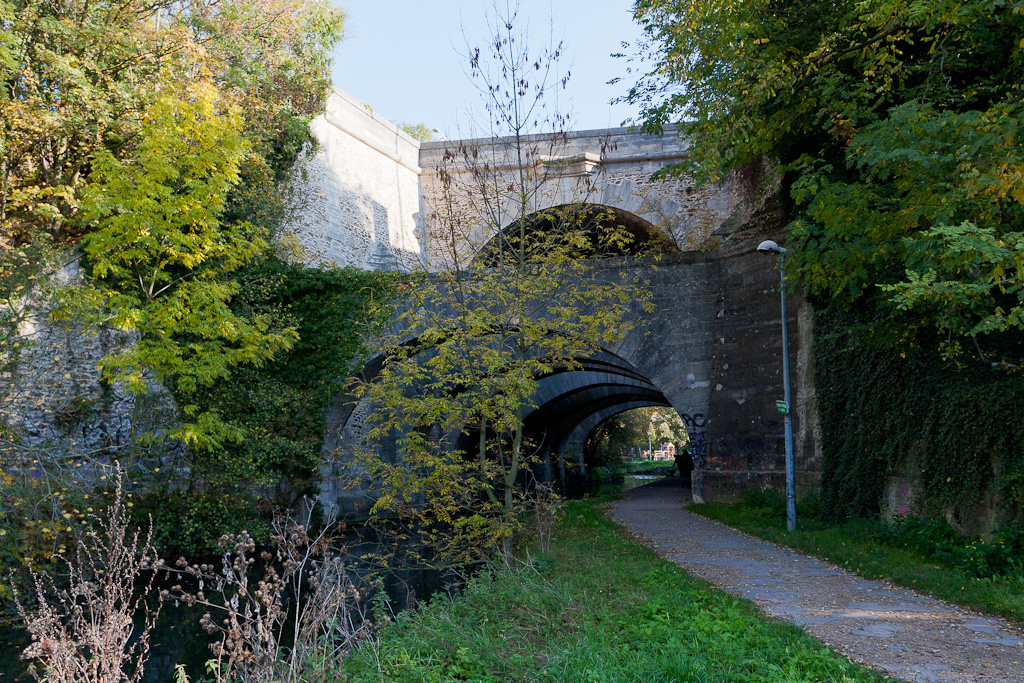
A Pont des Belas Fontes.
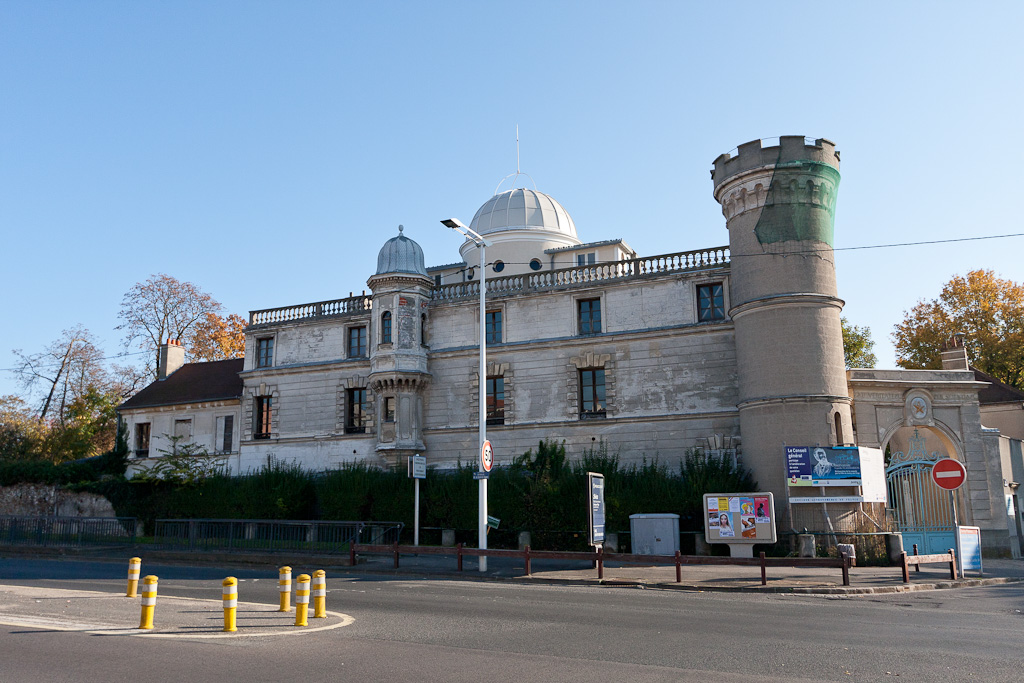
O observatório de Camille Flammarion.
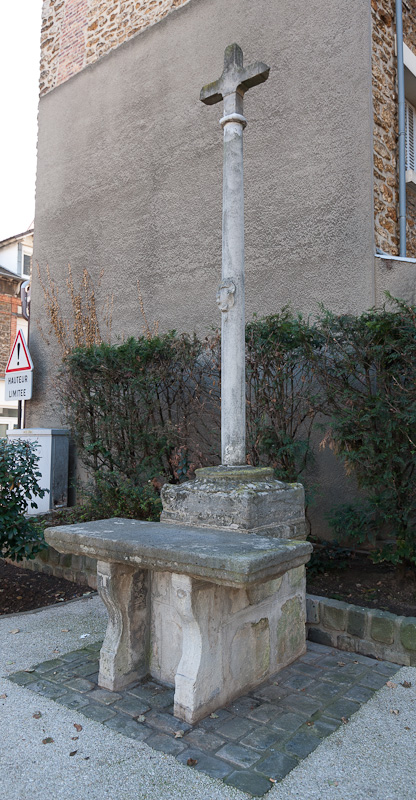
A cruz do altar.

### Personalidades ligadas à comuna

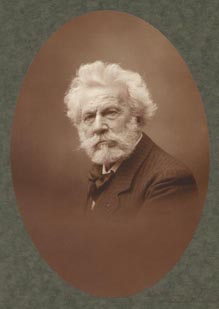
Camille Flammarion

- Camille Flammarion (1842-1925), astrônomo
- Raymond Queneau (1903-1976), escritor
- Pierre Dervaux (1917-1992), chefe de orquestra
- O grupo de rock Bijou é originário de Juvisy.